# Шосе A15 (Латвія)
Шосе A15, Об'їздна Резекне — латвійська автомагістраль вищої категорії, яка оминає Резекне і з'єднує автошляхи A12 і A13. Є частиною міжнародної траси E262. Загальна довжина автодороги становить 7,1 км, на всьому протязі покрита асфальтобетоном.

## Історія
У вересні 2016 року Латвійські національні дороги запропонували будівництво південної об’їзної дороги Резекне, таким чином будуючи повну об’їзну дорогу навколо міста. Ця ділянка буде ніби продовженням автостради А15. Дорога запроектована з однією смугою в кожному напрямку, що сполучає A13 з A12. У жовтні 2016 року ВПВБ подало заяву про необхідність ОВНС на цей проект, а в грудні оголосили тендер на дослідження можливого будівництва та оцінку впливу на довкілля.